# Parlamentsgebäude (Wien)
Das Parlamentsgebäude an der Ringstraße in der österreichischen Hauptstadt Wien ist der Sitz des Parlaments Österreich. Der Neorenaissancebau wurde 1874 bis 1883 durch Franz Joseph I. von Theophil von Hansen als k. k. Reichsratsgebäude errichtet. Es ist eines der größten und bedeutendsten Parlamentsgebäude der Welt.

## Geschichte

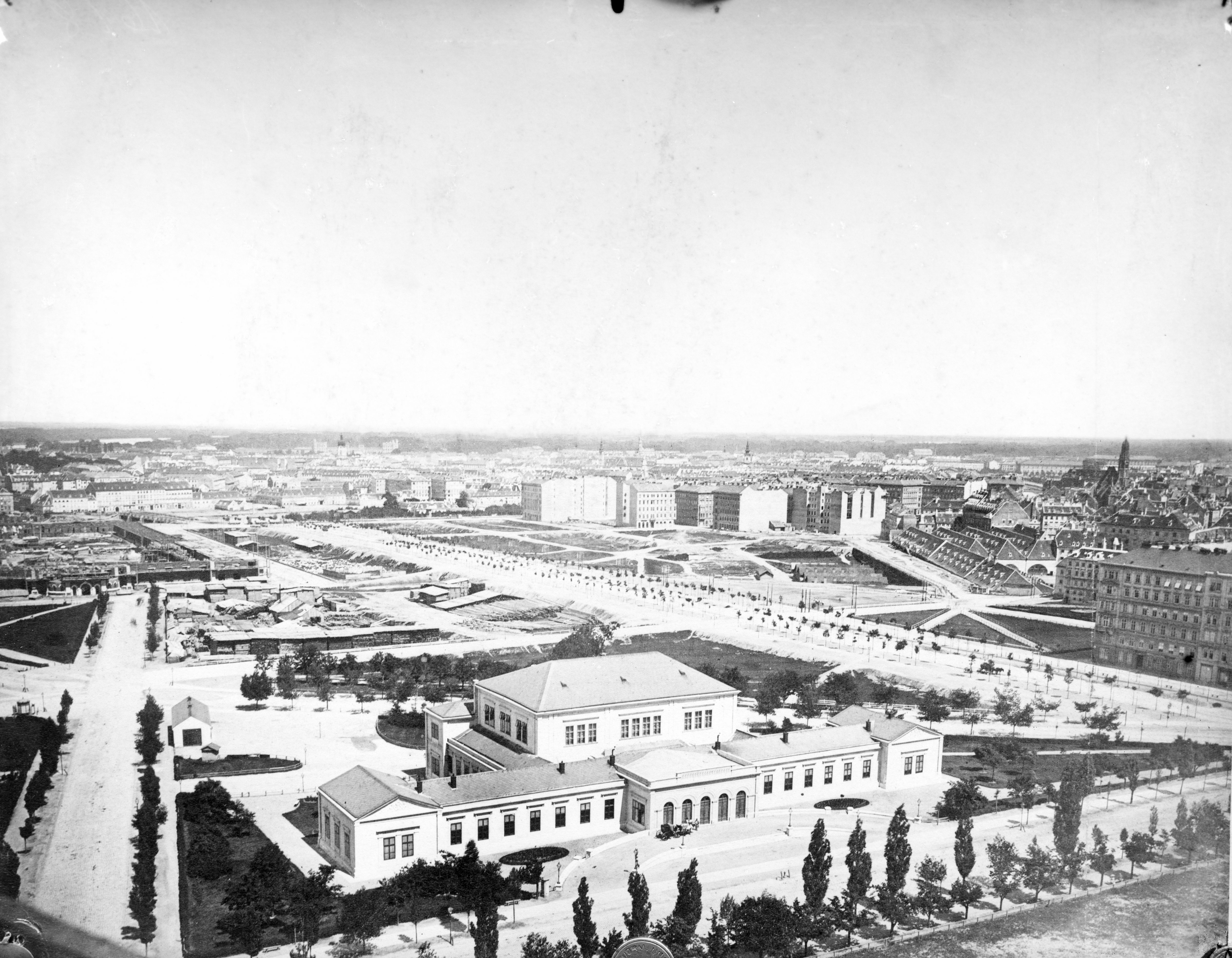
Provisorisches Abgeordnetenhaus, Ansicht von der Votivkirche

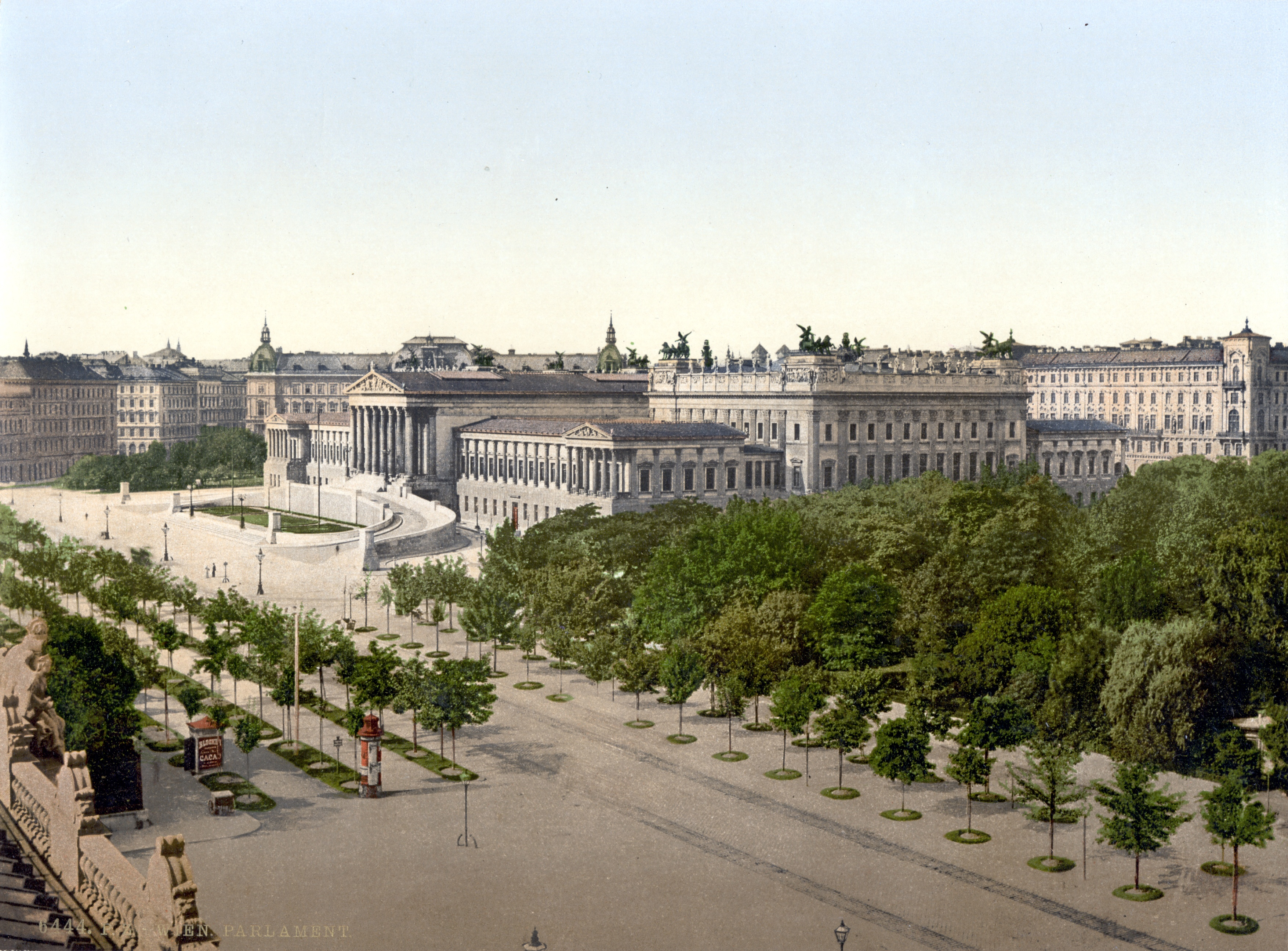
Parlamentsgebäude um 1900; der Pallas-Athene-Brunnen wurde erst 1902 errichtet

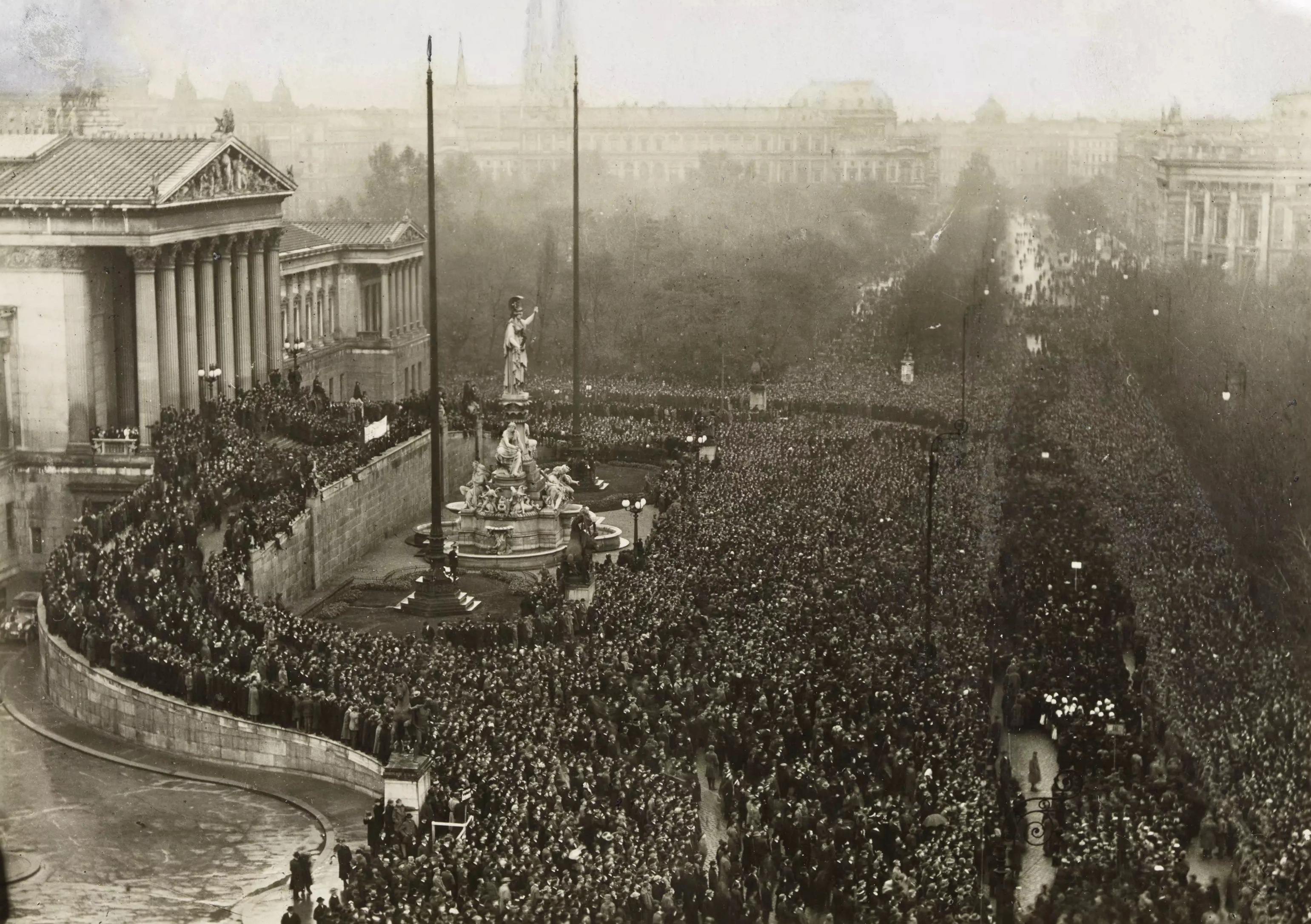
Ausrufung der Ersten Republik am 12. November 1918 vor dem Parlamentsgebäude

### Vorgeschichte
Das Reichsrat genannte Parlament, wie es im Kaisertum Österreich und seit 1867 in der österreichischen Reichshälfte Österreich-Ungarns bestand, wurde mit der von Kaiser Franz Joseph I. erlassenen, Februarpatent genannten Verfassung von 1861 begründet und in der Dezemberverfassung 1867 bestätigt.
Da 1861 kein Parlamentsgebäude bestand, mussten dringend Provisorien geschaffen werden. Der provisorische Bau für das Abgeordnetenhaus des Reichsrats in Wien wurde nach dem Ministerpräsidenten Anton von Schmerling etwas despektierlich Schmerlingtheater genannt. Der noch spöttischere Name war „Bretterbude“. Die andere Kammer des Reichsrats, das Herrenhaus, nutzte als Versammlungsort das historische Landhaus in der Herrengasse 13 in der Altstadt, Tagungsort des Landtags von Österreich unter der Enns.
Das Provisorium für das Abgeordnetenhaus wurde vom Architekten Ferdinand Fellner in der Währinger Straße 2–6 (gegenüber der Baustelle der den Platz beherrschenden Votivkirche, nur einen Häuserblock von der Ringstraße entfernt) errichtet. Baubeginn des zweigeschoßigen Riegelwandbaus war am 12. März 1861. Mit der Aufmauerung der Fundamente wurde am 14. März begonnen. Nach nur sechs Wochen stand der Bau, der am 25. April 1861 schlüsselfertig war. In dieser kurzen Zeit waren an die 500 Arbeiter Tag und Nacht beschäftigt; Nachtschichten wurden bei Fackelbeleuchtung durchgeführt.
Das Grundkonzept des Gebäudes mit der Rampe und der Vorhalle, durch die man in den Sitzungssaal kam, entsprach schon dem späteren Parlamentsgebäude. Auch die Kaiserloge durfte nicht fehlen. Das Gebäude wurde vom Abgeordnetenhaus bis zur Fertigstellung des heutigen Parlaments, 1883, benutzt.

### Planung und Ausführung
Ursprünglich waren zwei Gebäude, je eines für das Herrenhaus (an Stelle des heutigen Palais Epstein) und das Abgeordnetenhaus geplant. Dies änderte sich jedoch mit den Veränderungen hin zur Doppelmonarchie, und so wurden architektonische Elemente beider Gebäudepläne verschmolzen. Beispielsweise wurde der Brunnen vor dem Eingang zum Herrenhaus für das nunmehrige gemeinsame Parlamentsgebäude übernommen, wobei nun nicht Austria, sondern Athene als Statue des Brunnens ausgeführt wurde.
Am 2. September 1874 wurde mit der Ausmauerung der Fundamente des heutigen, von Theophil von Hansen entworfene Parlamentsgebäudes (damals in seiner Funktion als Reichsrathsgebäude) begonnen. Der Grundstein wurde erst zu einem späteren Zeitpunkt „nach der Ausmauerung der Fundamente auf einem entsprechenden Platze innerhalb derselben gelegt“. Das genaue Datum der Grundsteinlegung ist derzeit unklar. Fest steht bislang nur, dass Ende April 1875 die Fundamentierungsarbeiten noch nicht vollständig abgeschlossen waren: „Die Arbeiten für den Bau des Parlamentshauses schreiten rüstig vorwärts und dürften in kurzer Zeit sämmtliche Fundamente aus dem Boden heraus gearbeitet sein.“ Die ersten Plenarsitzungen von Abgeordnetenhaus und Herrenhaus im neuen Reichsratsgebäude fanden neun Jahre später, am 4. Dezember 1883, statt.
Maßgeblichen Einfluss auf die Gestaltung des Gebäudes hatte der griechischstämmige Industrielle und Kunstmäzen Nikolaus Dumba genommen; er wurde 1885 von Kaiser Franz Joseph I. als Mitglied des Herrenhauses berufen. Auffallend ist die architektonische Ähnlichkeit des Parlamentsgebäudes mit Hansens Akademie von Athen und dem vom gleichen Architekten entworfenen und ebenfalls 1874 begonnenen Athener Zappeion. Ausführende Baufirma in Wien war die Union-Baugesellschaft. Zum ersten Mal wurde in Wien ein größerer Bau nicht nur im gewohnten Längenmaß Klafter, sondern auch in der 1871/1872 eingeführten neuen Maßeinheit Meter geplant und ausgeführt.
Der Sitz des Reichsrates hatte zwei deutlich voneinander abgesetzte Hälften, die der damaligen Gliederung des Reichsrates in Herrenhaus und Abgeordnetenhaus entsprachen; ursprünglich waren sogar zwei separate Gebäude vorgesehen gewesen. Der offizielle Name war „k.k. Reichratsgebäude“, der Name „Parlament“ war aber schon von Anfang an in Gebrauch.

### Nachgeschichte
Am 12. November 1918 fand hier die letzte Sitzung des Abgeordnetenhauses des k.k. Reichsrates statt, dann trat am gleichen Tag die Provisorische Nationalversammlung für Deutschösterreich (die bis dahin im Niederösterreichischen Landhaus getagt hatte) erstmals im Parlamentsgebäude zusammen und übernahm die Verfügungsgewalt über das Parlamentsgebäude vom Reichsrat. Hierauf wurde vor der auf der Ringstraße wartenden Menschenmenge auf der Parlamentsrampe die Republik ausgerufen. Seit März 1919 tagte hier die Konstituierende Nationalversammlung, die 1920 die Bundesverfassung beschloss, und seit 10. November 1920 (1933/1934–1945 unterbrochen) tagen hier Nationalrat und Bundesrat. Die symbolische Bedeutung des Parlamentsgebäudes wird durch seine Abbildung auf der 1-Schilling-Münze der 1. Republik deutlich, für deren Entwurf der Graveur Heinrich Zita verantwortlich zeichnete.
Nach der „Selbstausschaltung des Parlaments“ im März 1933 tagte hier ab Mai 1934 der Bundestag, das formale Gesetzgebungsorgan des austrofaschistischen Ständestaates. 1938–1945 wurde das Gebäude vom nationalsozialistischen Regime als „Gauhaus der NSDAP“ bezeichnet und nicht für parlamentarische Zwecke genutzt.
Am 29. April 1945 übergab der sowjetische Stadtkommandant Alexej Blagodatow der am 27. April gebildeten Provisorischen Staatsregierung mit Karl Renner an der Spitze das Parlamentsgebäude. (Die Regierung hatte sich bei Bürgermeister Theodor Körner im Rathaus getroffen und war dann, von Körner und anderen Kommunalpolitikern begleitet, durch ein Spalier von Zuschauern über Rathausplatz und Ring zum Parlament gegangen, was durch Pressefotos dokumentiert wurde.) Der Wiederaufbau und die Restaurierung erfolgten 1945–1956 nach Plänen der österreichischen Architekten Max Fellerer und Eugen Wörle.
Im Verlauf der Kriegshandlungen wurde das Wiener Parlamentsgebäude stark durch Bomben in Mitleidenschaft gezogen. Am 7. Februar 1945 zerstörte ein Treffer zwei der insgesamt 24 monolithischen, aus einem rotgrauen Kalkstein vom Typ Rot-Grau-Schnöll aus Adnet (Salzburg) bestehenden Säulen der zentralen Halle. Die beiden zerstörten Säulen wurden 1950 durch zwei neue, aus demselben Steinbruch gebrochene ersetzt. Die beiden ersetzten Säulen stehen nebeneinander und sind aufgrund der bräunlicheren Farbgebung des Marmors, der fehlenden weißen Marmorierung sowie leicht veränderter Fundamente erkennbar. Der südlich gelegene Herrenhaustrakt wurde ebenfalls schwer in Mitleidenschaft gezogen, der Plenarsaal des Herrenhauses fast komplett zerstört. Nach der ersten Nationalratswahl der Zweiten Republik, die am 25. November 1945 stattfand, übernahmen das Gebäude wieder die beiden 1920 eingerichteten Parlamentskammern der Republik Österreich, Nationalrat und Bundesrat.

## Beschreibung

### Äußeres

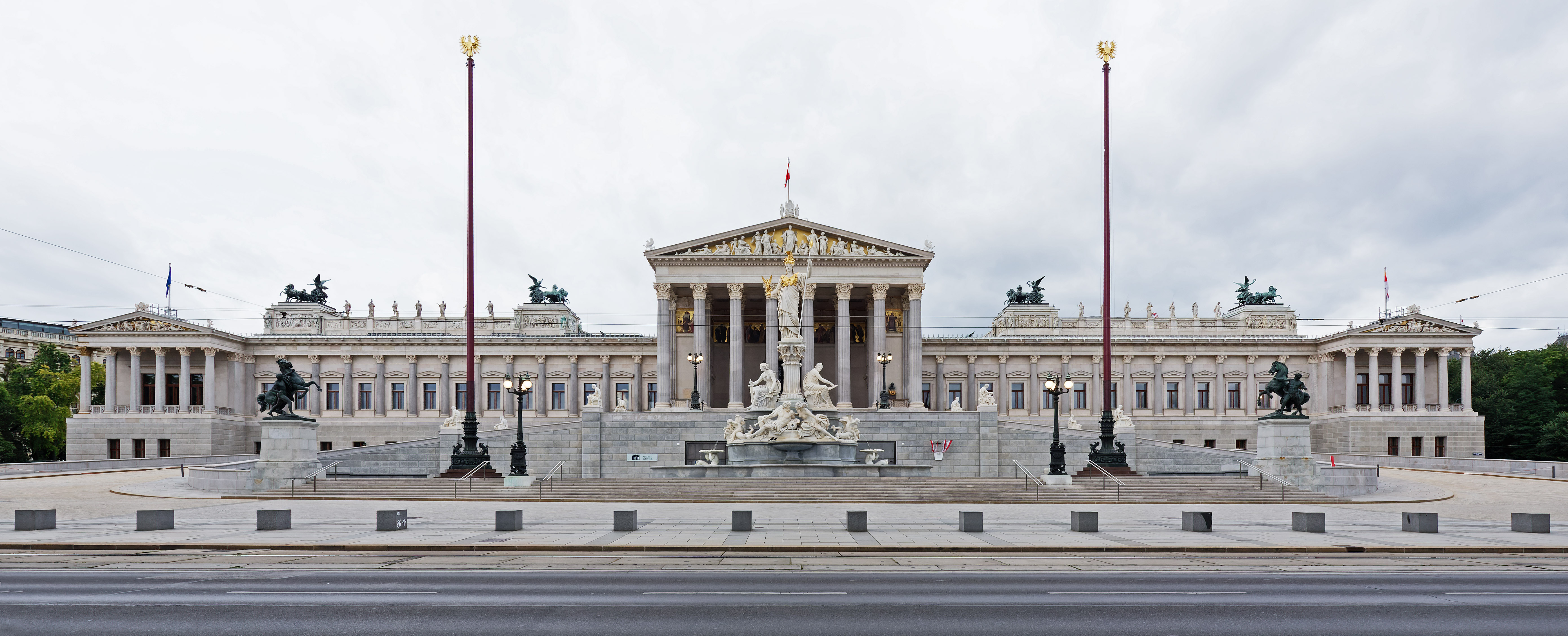
Vorderseite des Parlamentsgebäudes

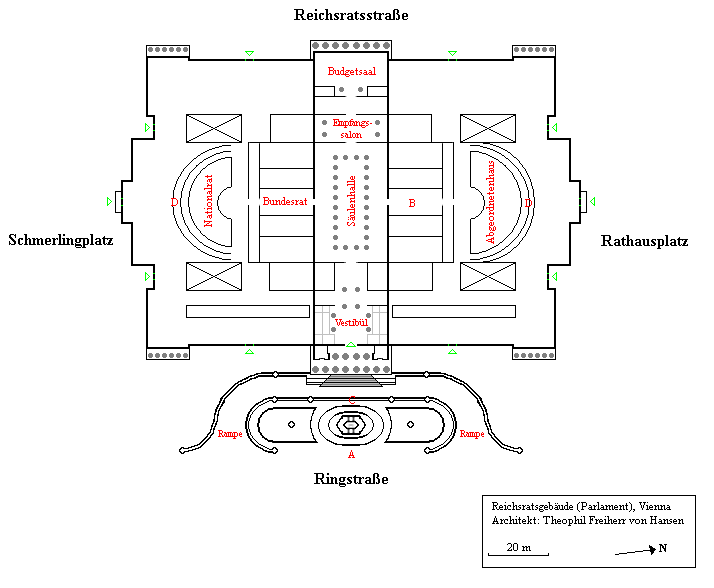
Grundriss des Parlamentsgebäudes (vor Sanierung)

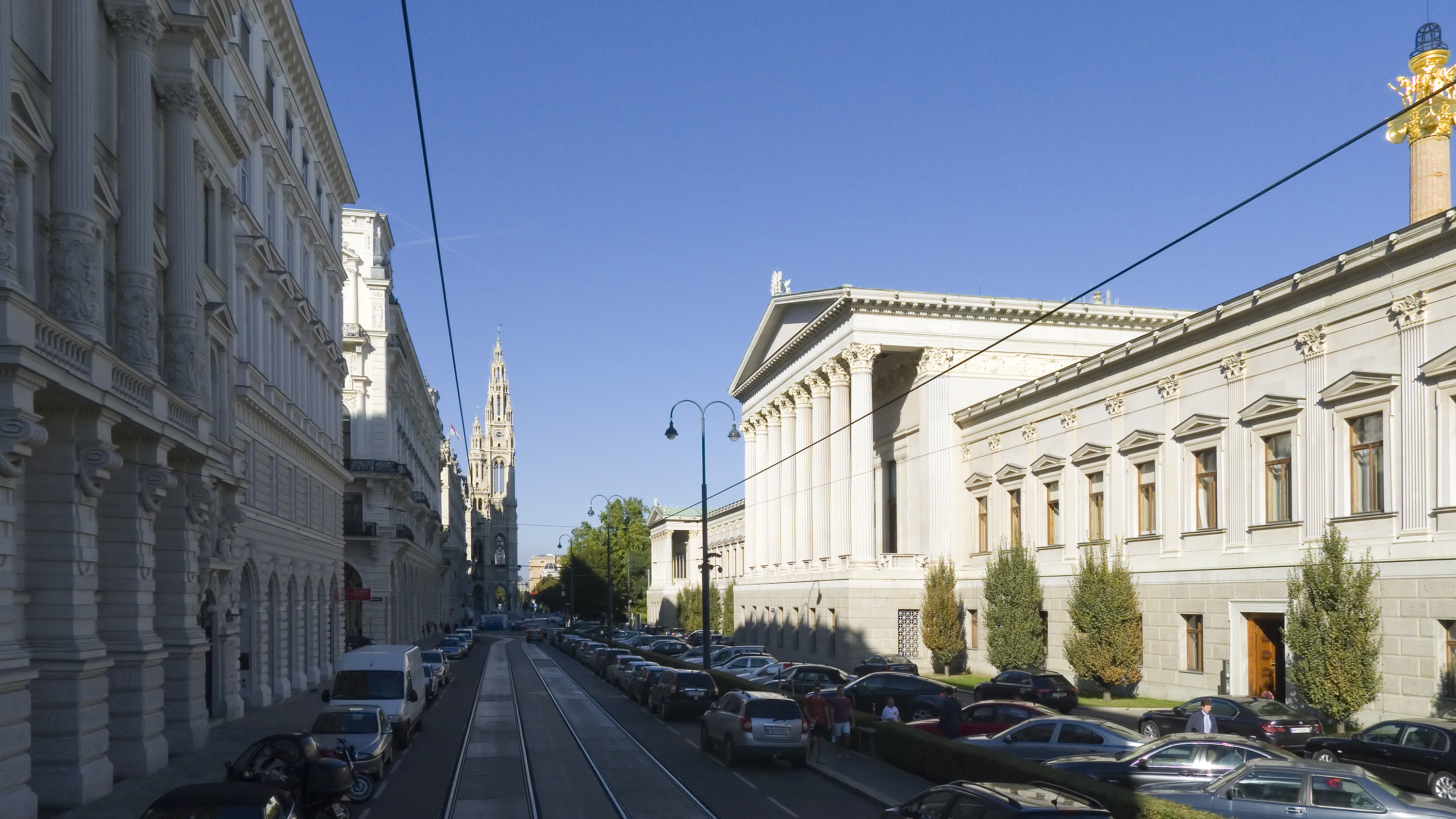
Rückseite an der Reichsratsstraße

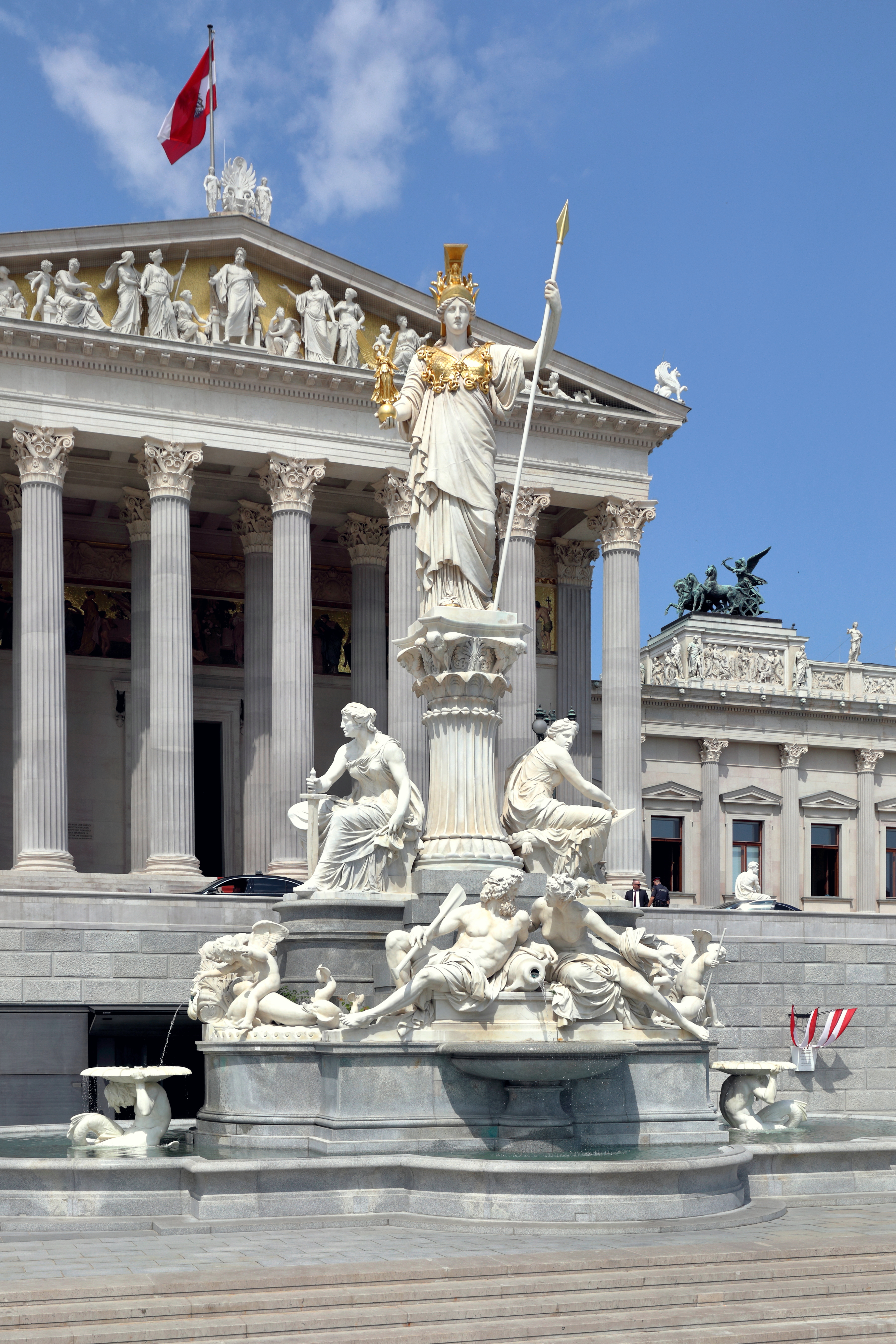
Pallas-Athene-Brunnen

Das Parlamentsgebäude ist eine stilistische Wiederbelebung der antiken griechischen Architektur und damit der Neorenaissance zuzuordnen, einer Richtung des im 19. Jahrhundert verbreiteten Historismus. In den Plänen Theophil von Hansens zur Außengestaltung des Parlamentsgebäudes fanden sich bemerkenswerte Gestaltungselemente. Ursprünglich wollte der Architekt, in Anlehnung an antike griechische Tempel, das Gebäude außen polychrom gestalten. Die antike Polychromie war jedoch zu der Zeit sehr umstritten, das herrschende Vorurteil erlaubte nur die Bauweise in weißem Marmor. Farbe wurde als „urvölkerhafte“, wenn nicht sogar „barbarische“ Kunstweise betrachtet. Dies beeinflusste das Baukomitee, welches den Vorschlag des Architekten zur mehrfarbigen Außengestaltung ablehnte. Erschwerend dazu kamen die Kostengründe. Von Hansen wurde lediglich gestattet, Proben anzufertigen. Diese befinden sich an der linken Ecke der Fassade des Parlamentsgebäudes sowie an der Ecke Reichsratsstraße/Schmerlingplatz und zeugen noch heute von Hansens Konzept.
Der Giebel des Parlamentsgebäudes zeigt bis heute Symbole der 17 Kronländer des k.k. Österreich. An den unteren Enden der Auffahrtsrampe befinden sich Bronzestatuen von Rossbändigern als Symbol der Unterdrückung von Leidenschaften als Voraussetzung für konstruktive parlamentarische Zusammenarbeit. Die vier Bronzeplastiken wurden vom Bildhauer Josef Lax entworfen und in der k.k. Kunst-Erzgießerei 1897 und 1900 gegossen. Die auf dem Dach befindlichen Statuen stellen berühmte Philosophen, Schriftsteller und Politiker der griechischen und römischen Antike dar. 
Der von Theophil von Hansen entworfene Pallas-Athene-Brunnen vor dem Parlament wurde erst 1898 bis 1902 erbaut, obwohl die Pläne schon seit 1870 bestanden. Die Figuren, eine vier Meter hohe Pallas Athene, Allegorien der gesetzgebenden und der vollziehenden Gewalt, sowie der vier wichtigsten Flüsse Altösterreichs – Donau, Inn, Elbe und Moldau – wurden von den Bildhauern Hugo Haerdtl, Josef Tautenhayn und Carl Kundmann geschaffen. Dass Pallas Athene, die griechische Göttin der Weisheit, dem Parlamentsgebäude den Rücken zukehrt, führte im österreichischen Volksmund zu verschiedenen Witzen und Spottworten, wonach die Weisheit nicht im Parlament anzutreffen sei.
An der Auffahrtsrampe des Parlamentsgebäudes finden sich acht aus Laaser Marmor gemeißelte Sitzstatuen: auf der Seite des ehemaligen Herrenhauses Statuen der griechischen Geschichtsschreiber Xenophon, Thukydides, Herodot und Polybios, auf der Seite des ehemaligen Abgeordnetenhauses Statuen der römischen Geschichtsschreiber und Politiker Sallust, Caesar, Livius und Tacitus.
Das Parlamentsgebäude verfügt über insgesamt fünf Flaggenmasten, davon drei auf dem Dach des Gebäudes und zwei vor dem Gebäude an der Ringstraße. Als Bundesgebäude führt das Parlamentsgebäude die Dienstflagge des Bundes am zentralen Mast auf dem Giebel des Mittelbaues. Am von der Ringstraße aus gesehen rechten Flaggenmast auf dem vorderen Seitengiebel wird die Landesdienstflagge des Bundeslandes, das den Präsidenten des Bundesrates stellt, geführt. Am von der Ringstraße aus gesehen linken Flaggenmast auf dem vorderen Seitengiebel wird die Flagge der Europäischen Union geführt. Diese drei Beflaggungen werden ständig vorgenommen.
An den beiden Flaggenmasten vor dem Parlamentsgebäude, links und rechts des Pallas-Athene-Brunnens, wird an Sitzungstagen der Bundesversammlung, des Nationalrates oder des Bundesrates die Dienstflagge des Bundes geführt. An sitzungsfreien Tagen bleiben diese Masten leer. Bis 1918 wurde hier an Sitzungstagen schwarzgelb beflaggt, die kaiserlichen Farben Cisleithaniens. Die Flaggenmasten vor dem Parlamentsgebäude wurden ursprünglich von kaiserlichen Doppeladlern bekrönt, wie historische Aufnahmen zeigen. An ihrer Stelle befinden sich heute stilisierte Bundesadler.

### Inneres

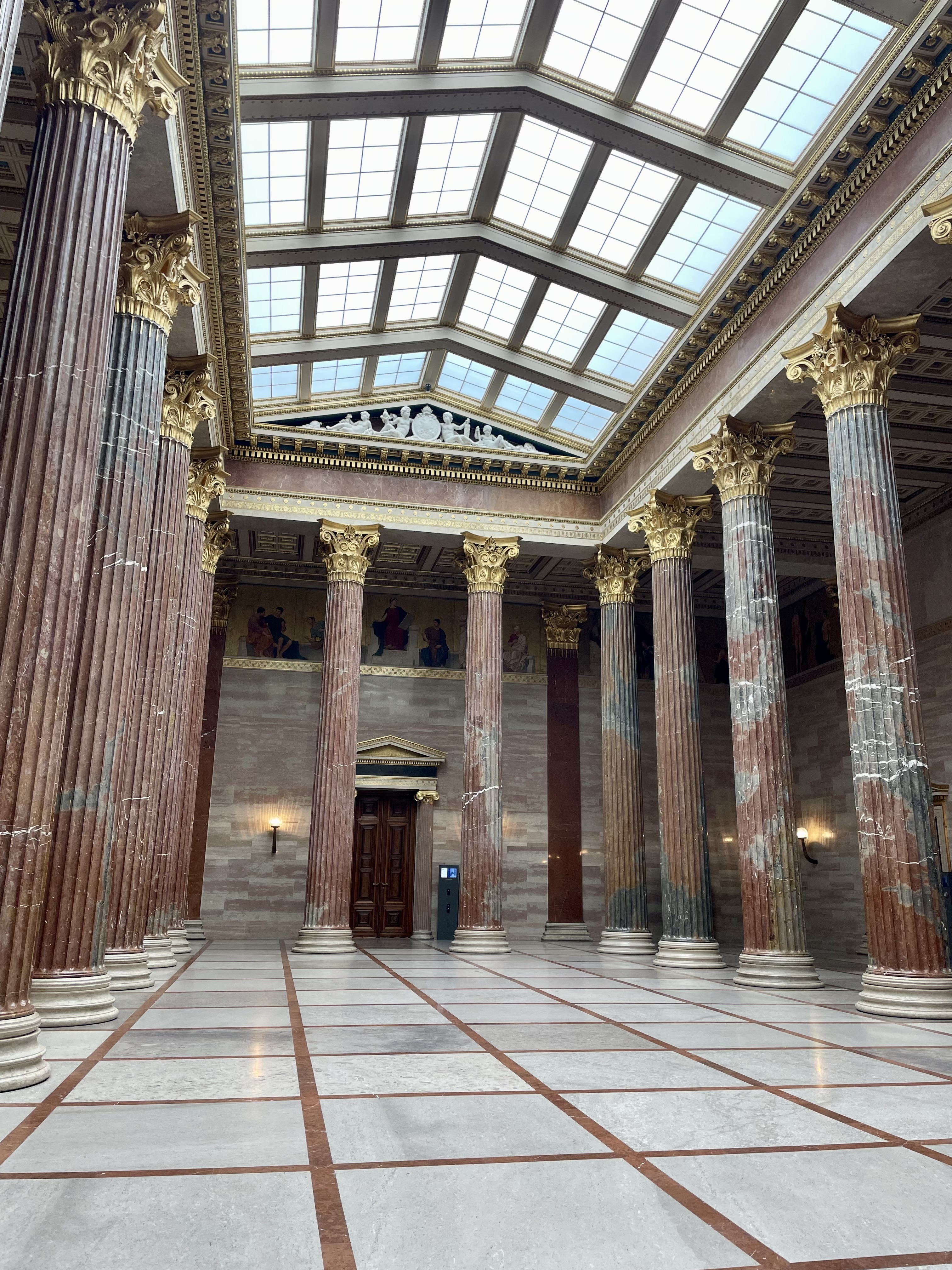
Säulenhalle

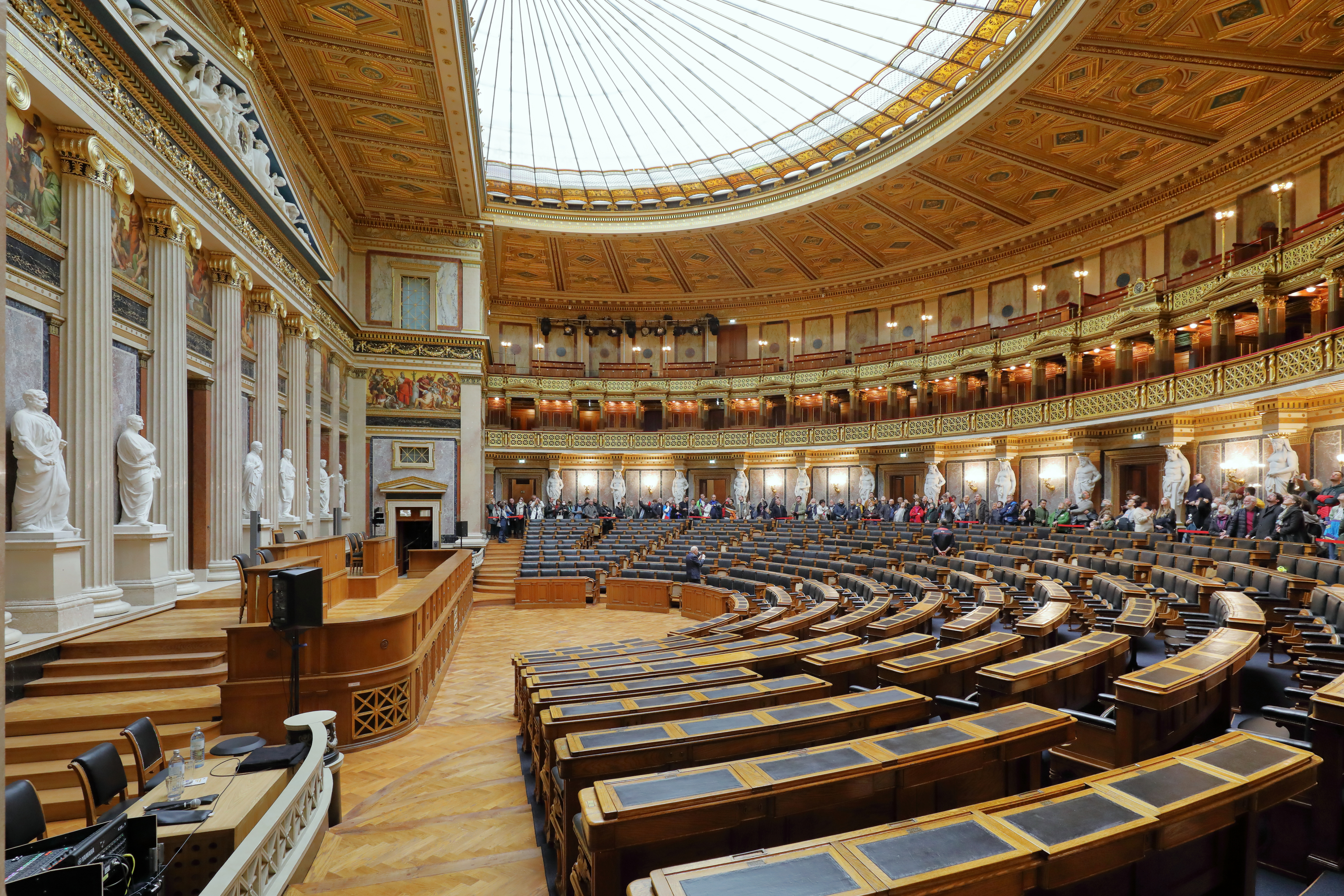
Ehemaliger Sitzungssaal des Abgeordnetenhauses

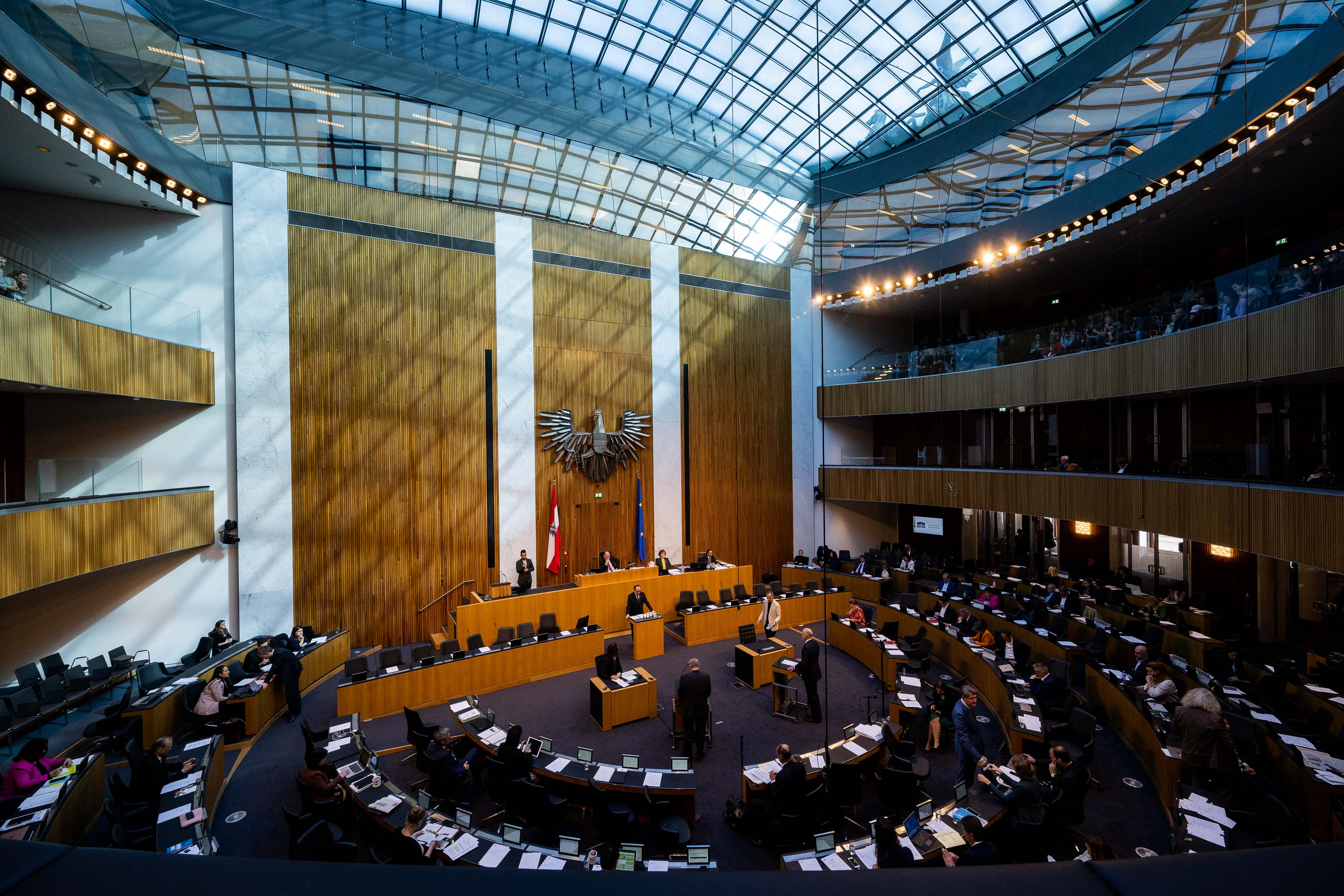
Sitzungssaal des Nationalrats

Ehemaliger Sitzungssaal des Herrenhauses

Im Gebäude befinden sich drei Sitzungssäle, Repräsentationsräume sowie Büro- und Konferenzräume für die Abgeordneten. Umgangssprachlich wird es zusammenfassend meist als „das Parlament“ bezeichnet. Im Gebäude befinden sich weiters diverse kleinere Sitzungszimmer für Parlamentsausschüsse, Klubräume der Abgeordnetenklubs (Fraktionen), Arbeitsräume der Nationalratspräsidentin und ihrer beiden Stellvertreter, die Parlamentsdirektion, die Parlamentsbibliothek, der Stenographendienst, Diensträumlichkeiten des Landesamtes für Verfassungsschutz und Terrorismusbekämpfung Wien und ein als „Milchbar“ bezeichneter gastronomischer Betrieb. Die Büros der einzelnen Abgeordneten, eine Errungenschaft der letzten Jahrzehnte, sind in Nachbargebäuden untergebracht.
Die Gebäudefront ist mit zwei zur Gebäudemitte führenden Rampen ausgeführt. Erhöht findet sich hier der Haupteingang zum Gebäude. Seit Oktober 2005 kann das Parlament von der Ringstraßenseite zudem durch ein Besucherzentrum betreten werden, das im Rahmen einer Generalsanierung neu geschaffen wurde. Der Eingang befindet sich unter der Rampe unmittelbar hinter dem Pallas-Athene-Brunnen.
Die repräsentative Säulenhalle direkt hinter den großen Toren auf der Rampe misst 41 × 25 m, Gebälk und das Glasdach werden von 24 imposanten, monolithischen Säulen getragen. Diese wurden aus Adneter Rot-Grau-Schnöllmarmor zwischen 1878 und 1881 direkt im „Schnöllbruch“ gewonnen und in reiner Handarbeit im Steinbruch gefertigt. Der Transport der Parlamentssäulen von Adnet nach Hallein erfolgte auf einem überschweren, eigens hergestellten Holzwagen, gezogen von 36 Pferden auf schlechten Landstraßen über die „Strubhöhe“. Die Säulen kamen zum Halleiner Bahnhof, dieser war 1871 eröffnet worden, und gelangten auf der mit der Eisenbahn auf der Westbahn nach Wien. Jede Säule ist 8,5 m hoch, hat einen Durchmesser von 1,10 m und ruht auf einer hellen Basis, der Schaft ist 17,5 t schwer und auf ihm ruht ein 1,5 m hohes Kapitell.
Diese vergoldeten, korinthisierenden Kapitelle sind teils aus Untersberger Marmor und teils aus istrischem Merlera-Marmor. Bei den alliierten Luftangriffen am 7. und 21. Februar 1945 wurde die Halle schwer beschädigt. Zwei zerstörte Säulen wurden aus demselben Steinbruch ersetzt; der sogenannte Lebiedzki-Fries konnte bisher nur in Teilen wiederhergestellt werden. Insgesamt wurde die Säulenhalle jedoch nahe am Originalzustand rekonstruiert. Sie wird heute gelegentlich für Ausstellungen und politisch-gesellschaftliche Anlässe genützt.
Der heutige Sitzungssaal des Nationalrates befindet sich im südlichen Flügel des Gebäudes an Stelle des früheren Sitzungssaales des Herrenhauses. Dieser brannte bei einem Luftangriff 1945 bis auf die Außenmauern aus. Obwohl einige Teile der historischen Bausubstanz erhalten geblieben waren, wurde er anders als die Säulenhalle nicht wiederhergestellt, sondern durch einen modernistischen Sitzungssaal ersetzt. Der 1956 fertiggestellte Sitzungssaal ist ein typisches Beispiel der Architektur der 1950er Jahre und ist bis auf einen in Stahl getriebenen Bundesadler von Rudolf Hoflehner (650 kg, 4 m × 2,8 m) weitgehend schmucklos. Hinter dem Rednerpult befindet sich die Regierungsbank, die aber meist nur bei wichtigen Anlässen wie der Regierungserklärung oder der Budgetrede vollständig besetzt ist. Da der Sitzungssaal technisch veraltet und nicht barrierefrei war, wurde er im Rahmen der Generalsanierung komplett erneuert. Da der aus einem Stück gefertigte Adler für die Übersiedlung ins Ersatzquartier, den Redoutensaal in der Hofburg, zu schwer war und zudem im Zuge des Umbaus ebenfalls saniert wurde, ließ der Nutzerbeirat des Parlaments zur Wahrung der optischen Kontinuität für die Öffentlichkeit für den Redoutensaal eine kleinere, wesentlich leichtere (126 kg samt Unterkonstruktion) und teilbare Kopie anfertigen.
Der historische Sitzungssaal des Abgeordnetenhauses, der für 512 Abgeordnete von der Bukowina bis Dalmatien Platz bot, befindet sich im nördlichen Flügel. Er wird heute normalerweise nur für die Sitzungen der Bundesversammlung anlässlich der Angelobung des Bundespräsidenten und für andere Staatsakte, bei denen beide Kammern des Parlaments anwesend sind, genutzt.
Seit dem Abschluss der Sanierung 2023 ist der Bundesrat an der Rückseite des Parlamentsgebäudes im ehemaligen Budgetsaal angesiedelt. Zuvor war er im ehemaligen Vorzimmer des Herrenhauses untergebracht.

## Sanierung (2017–2023)
Von 13. Juli 2017 bis 12. Jänner 2023 wurde das Parlamentsgebäude generalsaniert. Nationalrat und Bundesrat hatten in dieser Zeit ihr Ausweichquartier in der Wiener Hofburg, wobei der Große Redoutensaal als Sitzungssaal für beide Kammern diente, während die Büros in temporären externen Pavillons untergebracht waren. Am 12. Jänner 2023 wurde das Parlamentsgebäude feierlich wiedereröffnet. Vor der Parlamentsbaustelle gab ein Infocenter Auskunft über die Planung und den Baufortschritt.
Laut Rechnungshof betrugen die Kosten für die Sanierung 517,5 Millionen Euro und damit um 19 Prozent beziehungsweise rund 83,1 Millionen Euro mehr als bei einer Schätzung im November 2015 angenommen. Die Fertigstellung benötigte 26,5 Monate länger als in einem Vorentwurf geplant, davon kamen rund sieben Monate Verzögerung aufgrund der COVID-19-Pandemie hinzu.